# Adnan Džafić
Adnan Džafić [adnan džafič] (* 10. května 1990, Visoko, SFR Jugoslávie) je bosenský fotbalový záložník, od léta 2020 hráč klubu Tuzla City. Hraje na postu ofenzivního záložníka.

## Klubová kariéra
Adnan Džafić působil před svým příchodem do České republiky v bosenském týmu NK Bosna Visoko. V lednu 2010 se neuskutečnil jeho plánovaný přestup do chorvatského popředního klubu Dinamo Záhřeb, načež chtěl Džafić s kopanou skončit. Otec mu tento záměr rozmluvil a Adnan přijal ještě v lednu nabídku českého druholigového klubu FK Čáslav. V Čáslavi se adaptoval na místní pojetí fotbalu a naučil se češtinu.
V červnu 2012 se po změně majitele v FK Čáslav rozhodl přesunout do jiného druholigového týmu FC MAS Táborsko z Tábora. Tady se postupně vypracoval v důležitého člena základní sestavy.
Díky svým výkonům na hřišti zaujal manažery prvoligových českých mužstev, dotazovali se na něj zástupci FK Teplice, FC Slovan Liberec, FC Zbrojovka Brno a FC Fastav Zlín. V červnu 2017 se zrodil jeho přestup do klubu FC Fastav Zlín. S Fastavem Zlín podepsal tříletý kontrakt.
Již 23. června slavil se zlínským týmem zisk trofeje, premiérového Česko-slovenského Superpoháru (po zdolání Slovanu Bratislava).